# Dekanat Pisz
Dekanat Pisz – jeden z 22 dekanatów w rzymskokatolickiej diecezji ełckiej.

## Parafie
W skład dekanatu wchodzi 9 parafii:
- parafia św. Apostołów Piotra i Pawła – Jeże
- parafia Matki Bożej Miłosierdzia Ostrobramskiej – Pisz
- parafia Najświętszego Serca Pana Jezusa – Pisz
- parafia św. Jana Chrzciciela – Pisz
- parafia św. Józefa Oblubieńca – Pisz
- parafia Matki Bożej Miłosierdzia Ostrobramskiej – Ruciane-Nida
- parafia Trójcy Świętej – Ruciane-Nida
- parafia Matki Bożej Częstochowskiej – Turośl
- parafia św. Maksymiliana Kolbego – Wiartel

Do 30 września 2020 do dekanatu przynależała także parafia Matki Bożej Gietrzwałdzkiej w Kociołku Szlacheckim, która weszła w skład nowo utworzonego dekanatu św. Jana Pawła w Orzyszu.

## Sąsiednie dekanaty
Biała Piska, Kolno (diec. łomżyńska), Mikołajki, Orzysz, Myszyniec (diec. łomżyńska), Rozogi (archidiec. warmińska)